# Elias da Silva
Augusto Elias da Silva (Portugal, c. 1848 – Rio de Janeiro, 18 de dezembro de 1903), fotógrafo português radicado no Rio de Janeiro, pioneiro do Espiritismo no Brasil.
Tendo emigrado para o Brasil, aportou no Rio de Janeiro em data ignorada.

## Na Fotografia

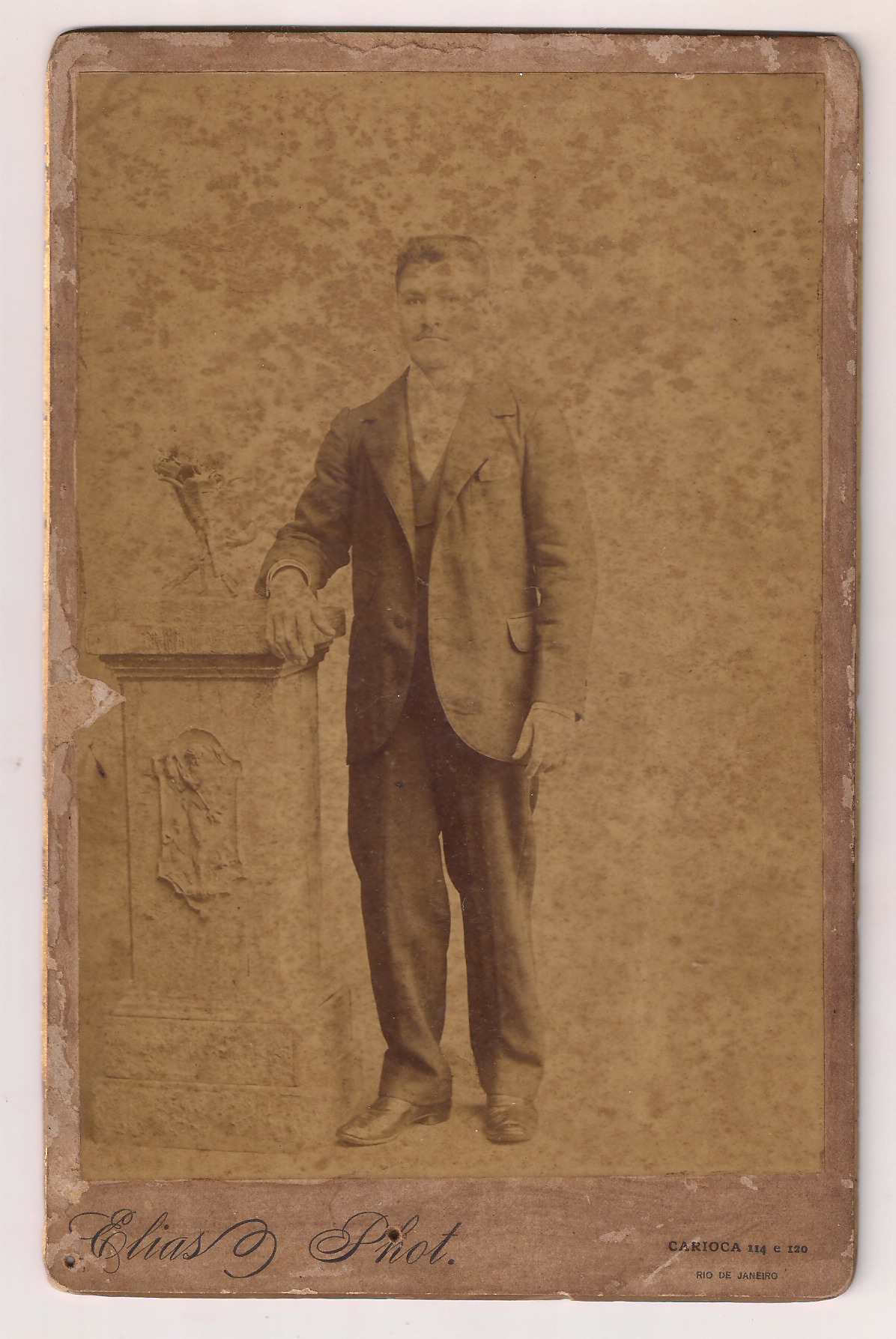
Fotografia de gabinete com figura masculina não identificada, produzida pelo estúdio de Augusto Elias da Silva no Rio de Janeiro no século XIX.

No Rio de Janeiro atuou como fotógrafo. Seu estúdio era situado à Rua da Carioca, 120, local onde residia e mantinha reuniões de viés religioso. Conservava os clichês fotográficos para eventuais reproduções de fotos de sua clientela, tendo sido premiado em diversas exposições fotográficas, o que era anunciado no verso de suas fotografias de gabinete. 

## Causa espírita
Elias da Silva veio a tornar-se membro ativo da Comissão Confraternizadora da Sociedade Acadêmica Deus, Cristo e Caridade. Fundou, a seguir, o Grupo Espírita Menezes, nome dado em homenagem a Antônio Carlos de Mendonça Furtado de Menezes, que fora um dos diretores da Sociedade Acadêmica Deus, Cristo e Caridade, e cujo bondoso Espírito, desencarnado em 11 de dezembro de 1879, dirigia então os trabalhos do referido Grupo. Esta Sociedade, em 1885, fundiu-se à Federação Espírita Brasileira, para a qual se transferiram os seus sócios.
À época, a divulgação dos fenômenos espíritas era alvo de tenaz resistência, principalmete por parte da religião oficial do Estado, o Catolicismo. Entre os ataques mais veementes destacaram-se, na Corte:
- A Pastoral do Bispo da Diocese de São Sebastião do Rio de Janeiro, Dom Pedro Maria de Lacerda, datada de 15 de julho de 1881, onde aquele prelado qualificava os espiritistas de possessos, dementes e alucinados. A ela respondeu a Revista da Sociedade Acadêmica Deus, Cristo e Caridade, em vários números, a partir de agosto de 1881 (p. 236).
- A Pastoral do mesmo prelado, com data de 15 de junho de 1882, na qual o Antigo Testamento era engenhosamete citado para contraditar as comunicações mediúnicas, e tão violento era o zelo daquele prelado, que registrou, referindo-se aos espíritas: "Devemos odiar por dever de consciência".

Com o apoio e o incentivo de sua sogra, D. Maria Baldina da Conceição Batista, e de sua esposa, D. Matilde Elias da Silva, com quem teve um filho (chamado de Augusto), ambas também espíritas, Elias da Silva lançou o jornal Reformador, a 21 de janeiro de 1883, às próprias expensas, instalando a redação e o prelo em seu atelier fotográfico à então rua da Carioca, 120 – 2º andar (ex-São Francisco de Assis) onde também residia com a família.

## A revista Reformador

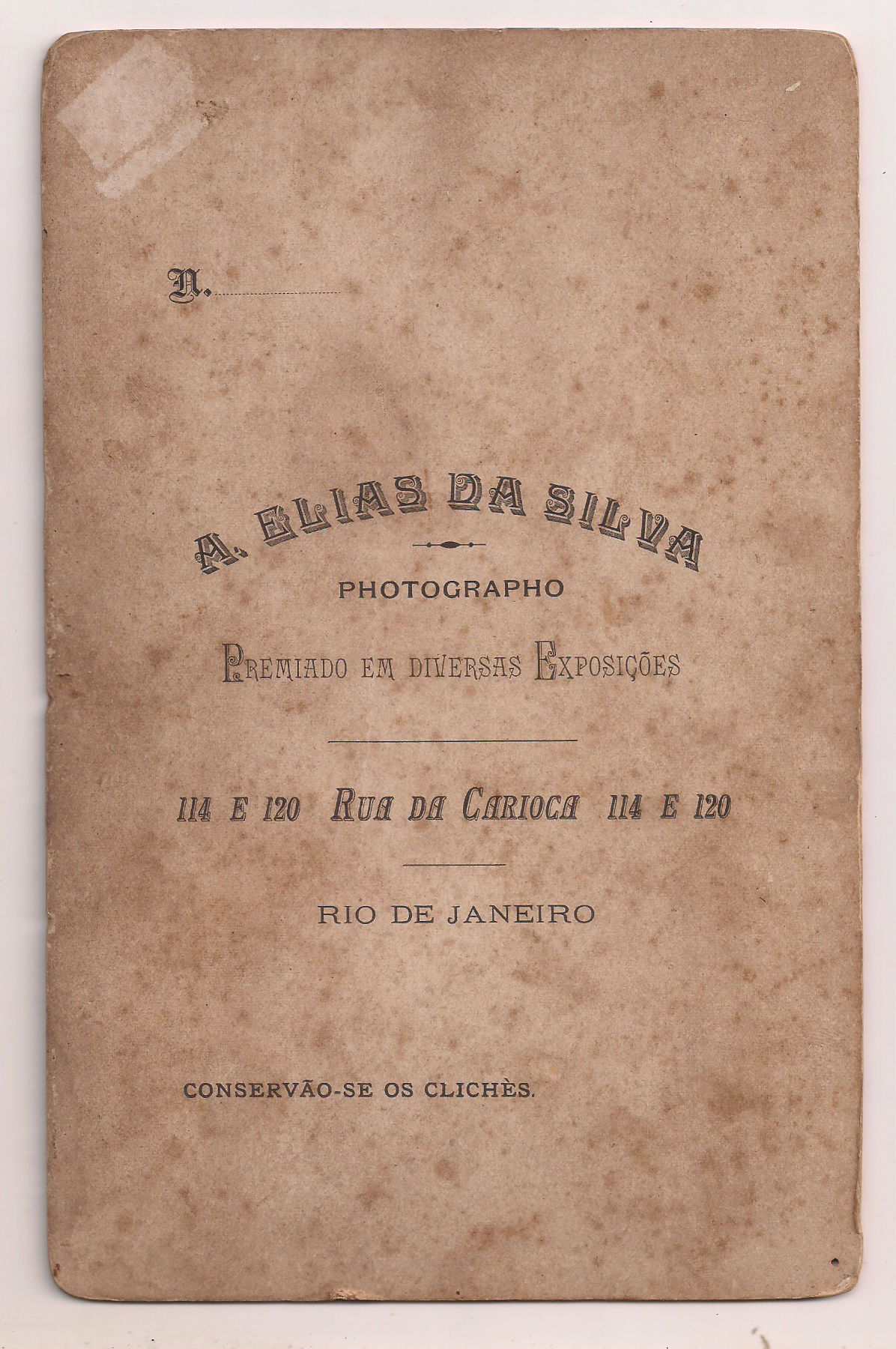
Verso de uma fotografia produzida por Augusto Elias da Silva, informando ser ele um fotógrafo premiado. Século XIX.

Possuidor de caráter firme e sempre disposto a defender os menos afortunados, Elias da Silva sempre participou de movimentos altruísticos, como o protesto que encaminhou, em junho de 1883, ao Governo Imperial contra um ato de fanatismo praticado contra um pastor protestante, perseguido pela polícia da então Província da Paraíba, a mando de um padre católico.
Na noite de 27 de dezembro desse mesmo ano reuniu em sua residência, como de hábito, semanalmente, além da esposa e da sogra, os companheiros que mais de perto o auxiliavam na publicação do Reformador. Nesse encontro firmou-se entre os presentes o ideal de fundar-se uma nova Sociedade, que federasse os Grupos então existentes, através de "um programa equilibrado ou misto" e que difundisse por todos os meios o Espiritismo, principalmente pela imprensa e pelo livro.

## Fundação da FEB

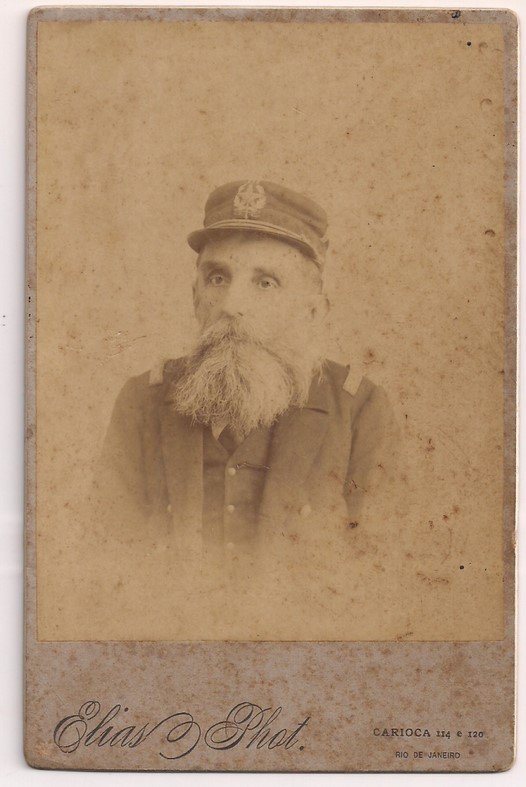
Fotografia de Gabinete portando o nome do estúdio Elias Phot. Rua da Carioca, 114 e 120, Rio de Janeiro, Brasil. Século XIX.

Desse modo, a 1 de janeiro de 1884, uma terça-feira, reunidos na residência de Elias da Silva alguns espíritas entre os quais Francisco Raimundo Ewerton Quadros, Manuel Fernandes Figueira, Francisco Antônio Xavier Pinheiro, João Francisco da Silveira Pinto, Romualdo Nunes Vitório, Pedro da Nóbrega, José Agostinho Marques Porto, era definitivamente instalada a Federação Espírita Brasileira. 
No princípio, as reuniões ordinárias da Diretoria, às quais compareciam também alguns sócios fundadores mais chegados, realizavam-se na residência do próprio Elias da Silva, e só a partir de 17 de dezembro de 1886 passaram a ser efetuadas na casa de Santos Moreira, numa sala gentilmente por ele cedida, já que Elias estava prestes a ausentar-se da Corte. Ainda por esse motivo foi que Elias, reeleito para o cargo de Tesoureiro em 2 de janeiro de 1885 e em 5 de janeiro de 1886, pediu aos amigos, em fins de 1886, que não o incluíssem na chapa para a eleição da nova Diretoria de 1887. Por essa razão, foi substituído nas funções da Tesouraria por F. A. Xavier Pinheiro. O Reformador, entretanto, continuou ainda à rua da Carioca, 120. O nome de Elias da Silva, que raramente deixava de figurar nas Atas das Sessões, não mais constou depois de 31 de dezembro de 1886.
De volta à Corte, Elias da Silva voltou a ocupar o cargo de Tesoureiro nas eleições de 2 de março de 1888. Este foi o último ano em que exerceu funções na Diretoria da entidade, por sua própria deliberação, embora continuasse a freqüentar as sessões da FEB.
Faleceu vítima de tuberculose pulmonar.

## Defesa do ideal
Com relação à sua prática doutrinária, ele próprio descreveu o seu envolvimento com os fenômenos espíritas:
"Cidadão redator:
Amigo e confrade.
Têm sido ultimamente publicadas, por alguns de nossos confrades, as razões pelas quais se converteram às nossas crenças; é muito para louvar que esses confrades, pondo de parte mal entendidos preconceitos, venham publicamente afirmar suas convicções, a despeito da coorte de nossos contraditores, os quais fazem uso e abuso da arma do ridículo, a fim de nos forçarem ao silêncio.
Não é minha opinião que essas afirmações sejam importante subsídio como elemento de propaganda doutrinária, porém creio que tem suas vantagens como elemento comprobatório da diversidade de fenômenos que por toda a parte se apresentam, forçando os ávidos de conhecimentos a procurar descortinar os, até há pouco ocultos, segredos do mundo espiritualista. É por esse motivo que igualmente me julgo no dever de empunhar mal aparada pena, e, em estilo sem o atavismo estético dos cultores das letras, expor também as razões que concorreram para firmar as minhas convicções.
Em 1881, fui convidado a assistir a uma sessão [espírita] na sala da Sociedade Acadêmica Deus, Cristo e Caridade, rua da Alfândega nº 120. As minhas convicções nesta época eram as do mais lato indiferentismo religioso, não tendo a menor parcela de dúvida sobre a não existência da alma. Não admitindo os fenômenos das diversas religiões, só via nelas agrupamentos de ociosos e amigos de dominar, explorando a ignorância das massas, geralmente supersticiosas e inclinadas ao sobrenatural.
Abro um parêntesis para declarar que estas idéias até hoje só se modificaram tão somente quanto aos fundamentos das seitas religiosas, isto é, quanto à imortalidade da alma, tais são, com raríssimas exceções, os desvios que tenho notado na história da vida sacerdotal de todos os tempos.
Porém, vamos ao caso. A essa sessão assistiam umas cinqüenta pessoas e entre elas algumas de reconhecida capacidade científica. Dos trabalhos que presenciei, ficou-me a mais dolorosa impressão; Deus me perdoe os falsos juízos que então formei da ilustre diretoria que dirigia os destinos da Sociedade.
O desejo de desmascarar os membros da Sociedade, se os reconhecesse especuladores, ou então convencê-los do seu erro, se fossem visionários, levou-me a solicitar que me permitissem a continuação da freqüência às suas sessões.
Na segunda que assisti, trabalhou como médium sonâmbulo a esposa do nosso confrade Monteiro de Barros, médium que não tendo nessa ocasião produzido trabalho algum intelectual, em estado sonambúlico, caiu ajoelhada da cadeira em que se achava, e nessa posição ficou mais de vinte minutos, braços erguidos, na mais absoluta imobilidade. Pelos trabalhos de minha profissão conheço a dificuldade de tal posição no estado normal e a esse fato, embora longe de modificar minhas idéias, devo o grande benefício de minha crença na imortalidade da alma, pois foi ele que em mim despertou o desejo de investigação das leis que o determinaram.
Solicitando explicações sobre esse fato, foi-me aconselhado à leitura das obras do imortal Kardec. Pela leitura, despertou-se-me o desejo de verificar experimentalmente as teorias que ia bebendo, e comecei a freqüentar as sessões dos grupos e sociedades então existentes, onde gradativamente fui recebendo as provas mais robustas da manifestação dos que eu chamava mortos.
Entre os fatos observados, citarei alguns, conquanto muito comuns, mas que bastante concorreram para dissipar as dúvidas que eu nutria quanto ao agente das manifestações. Em um grupo solicitei fosse evocado um meu parente e amigo falecido havia muito tempo. Um médium psicógrafo, para mim completamente estranho, foi o encarregado de obter a comunicação, a qual nada conteve de particular, limitando-se a conselhos morais, porém assinada por extenso, sendo a assinatura duma exatidão inexcedível confrontada com outras do evocado, feitas durante a vida terrena.
Em outra sessão manifestou-se espontâneamente um meu amigo, solicitando que orasse por ele, dizendo que sofria muito por ter cometido atos que eu ignorava completamente. Procedi à mais rigorosa investigação desse fatos, chegando à conclusão de serem eles verdadeiros.
Um outro espírito, também espontâneamente manisfestado, declarou o nome e a casa em que morava, quando desencarnou. No dia imediato, uma comissão, da qual fiz parte, dirigiu-se à casa indicada, na qual ainda morava a família do falecido.
Uma multidão de fatos, alguns mais extraordinários, tenho conhecido, porém, se me refiro a estes somente, é porque foram eles que me desvendaram os horizontes resplandecentes do mundo espiritual, estimulando-me ao estudo da Doutrina Espírita.
Elias da Silva."

## Elias da Silva e o Liceu de Artes e Ofícios
O Liceu de Artes e Ofícios, instituição de ensino inaugurado em 1858 pelo arquiteto Francisco Joaquim Béthencourt da Silva, que também fundara, em 1856, a Sociedade Propagadora das Belas Artes, foi um tradicional centro de cultura do então Município da Corte.
Reconhecendo a grande contribuição da instituição, Elias da Silva nela ingressou em 1892, como sócio remido, tendo sido proposto por A. J. F. da Costa Guimarães,  um dos mais famosos fotógrafos do Rio à época.
A diretoria da Sociedade Propagadora das Belas Artes, mantenedora do Liceu, ao ser cientificada, em 1903, do falecimento de Elias da Silva, que na ocasião era membro do seu Conselho Fiscal, mandou cerrar as portas do edifício e hastear, em luto, o seu pavilhão, decidindo ainda tomar parte em todas as manifestações fúnebres que se realizassem.

## Grupo Espírita Sete de Março
Foi um centro espírita fundado em 1887 por Augusto Elias da Silva em sua própria residência, à rua da Carioca, 120, no centro da cidade do Rio de Janeiro. Foi criado em homenagem ao Dr. Alexandre José de Melo Morais, "médico da pobreza", historiador brasileiro, espírita desde 1877 e que falecera em 1882.
O Grupo foi reaberto em 27 de abril de 1889 sob a presidência do fundador. O próprio Elias, ante a presença de vários sócios, entre os quais se destacavam Alfredo Pereira, Santos Moreira, Almeida Campos, Nelson de Faria, Almeida Reis, Pinheiro Guedes e Fernandes Figueira, historiou a vida do Grupo desde a sua fundação até à última sessão, em 23 de agosto de 1887, e demonstrou a evolução do espiritismo no Brasil até aquele momento.
A Sociedade realizava sessões de estudos doutrinários e de desenvolvimento mediúnico, e nela se obtinham mensagens do mundo espiritual, que eram comentadas pelos presentes. Elias era um dos médiuns psicógrafos do Grupo.
A instituição durou, pelo menos, até princípios de 1890

## Homenagens
A imprensa, ao noticiar o falecimento, referiu, entre outros trechos elogiosos:
"Era um bom homem, como habitualmente se costuma dizer, esse ativo trabalhador, cuja morte, sem dúvida, causou grande pesar a todos quantos lhe conheceram os dotes de coração."
Uma rua do Encantado, situada entre Piedade e Cascadura, na Zona Norte do Rio de Janeiro, tem o nome de Elias da Silva por sua homenagem.